# Yngvi

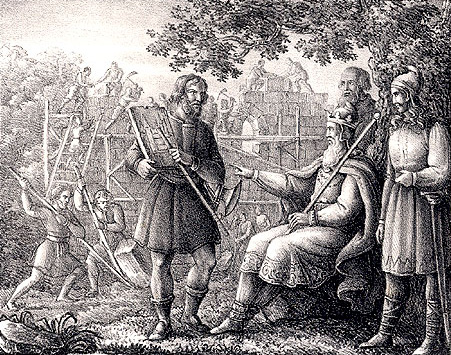
Yngve Frey bygger Gamla Upsala tempel.
Yngvi-Freyr costruisce il tempio di Uppsala.
Illustrazione di Hugo Hamilton (1830).

Yngvi, Yngvin, Ingwine e Inguin sono nomi legati all'antico teonimo Ing, e che sembrano essere stati il vecchio nome del dio Freyr (che era in origine un epiteto che significava "signore").
Il proto-germanico *Ingwaz era uno dei tre figli di Manno, nonché leggendario antenato degli Ingaevones, ed è anche il nome ricostruito della runa ŋ in fuþark antico.

## Etimologia
Il nome in lingua norrena Yngvi è una forma ipocoristica di un più antico e raro Yngvin (alto tedesco antico: Inguin, antico inglese: Ingwine), che deriva dal teonimo Ing- e significa "adoratore o amico di Ing". Il teonimo potrebbe essere stato in origine il proto-germanico *Inguz, ed appare in lingua norrena come Ingvifreyr e Ingunarfreyr, in antico inglese come fréa inguina, e significa "Signore degli Ing", ovvero il dio Freyr. Il nome appare anche tra gli Ingaevones, un'alleanza di persone che ruotava attorno ad un culto comune. Altri nomi che contengono il teonimo sono Inguiomerus/Ingemar e Ynglingar, il nome di un'antica dinastia scandinava.

## La runa Ingwaz
La runa "ŋ" ( con varianti  e ) assieme a Perþo e Eihwaz sono tra i casi più problematici di derivazione incerta nelle antiche iscrizioni. La runa appare in modo indipendente sulle righe futhark della pietra di Kylver, e non appare mai come runa indipendente fuori da queste righe. Vi sono numerosi riscontri della runa legata "i͡ŋ" ( o , la "runa lanterna", simile nella forma all'anglosassone Gēr, ᛄ), ma la sua identificazione è spesso discussa, dato che lo stesso segno potrebbe essere una runa cifrata di Wynn o Thurisaz. Il più antico caso di runa legata "i͡ŋ" di lettura sicura è l'iscrizione "mari͡ŋs" (forse un riferimento a "Mærings" o agli Ostrogoti) sulla fibbia d'argento di Szabadbattyán, risalente al V secolo.
Un torque, l'"anello di Pietroasele", parte del tesoro gotico del III-IV secolo scoperto in Romania, contiene un'iscrizione runica danneggiata, che secondo un'interpretazione conterrebbe la runa Ingwaz e sarebbe gutanī [i(ng)]wi[n] hailag ", "ad Ingwi dei Goti. Santo".

## L'Yngvi norreno
Nella mitologia scandinava, Yngvi, o Yngve, era il progenitore della famiglia Ynglingar, una leggendaria dinastia di re svedesi da cui gli antichi re norvegesi affermavano di discendere.
Le informazioni su Yngvi variano a seconda delle differenti tradizioni:
- Yngvi è il nome del dio Freyr, forse inteso come suo vero nome mentre Frey 'Lord' ne è il titolo comune. Nella Saga degli Ynglingar e nel Gesta Danorum, Frey viene descritto come re di Svezia. Nella Saga degli Ynglingar, Yngvi-Frey regna dopo il padre Njörðr che a sua volte venne dopo Odino. I discendenti di Yngvi-Frey erano gli Yngling.
- Nell'Íslendingabók, Yngvi Tyrkja konungr, 'Yngvi re dei Turchi', appare come padre di Njördr che a sua volta è padre di Yngvi-Freyr, antenato degli Yngling.
- Nella Saga degli Skjöldungar Odino viene dall'Asia e conquista il Nord Europa. Egli diede la Svezia al figlio Yngvi e la Danimarca al figlio Skjöldr. Da allora i re di Svezia vengono chiamati Yngling e quelli di Danimarca Skjöldungar.
- In Historia Norvegiæ, Ingui è il primo re di Svezia, e padre di Njordr, padre di Freyr: Rex itaque Ingui, quem primum Swethiæ monarchiam rexisse plurimi astruunt, genuit Neorth, qui vero genuit Froy; hos ambos tota illorum posteritas per longa sæcula ut deos venerati sunt. Froyr vero genuit Fiolni, qui in dolio medonis dimersus est,[...].
- Nell'introduzione alla sua Edda, Snorri Sturluson afferma di nuovo che Odino regnò in Svezia ed afferma: "Odino ebbe con lei uno dei suoi figli chiamato Yngvi, il quale fu re di Svezia dopo di lui; e le casate che derivano da lui vengono chiamate Yngling". Snorri non identifica Yngvi e Frey nonostante Frey appaia occasionalmente altrove come figlio di Odino invece che di Njördr.
- Nel capitolo Skáldskaparmál dell'Edda di Snorri Sturluson, questi introduce l'antico re Halfdan il Vecchio che è padre di nove figli i cui nomi sono tutti parole che significano "re" o "lord" in lingua norrena, e nove altri figli che sono capostipiti di altrettante linee di discendenza, tra cui "Yngvi, da cui discendono gli Yngling". In modo piuttosto strano Snorri fa seguire immediatamente questa affermazione da una secondo cui ci sarebbero quattro personaggi che non sono figli di Halfdan, ma che come loro diedero vita a dinastie, e cita come primo "Yngvi, da cui discendono gli Yngling". Nel racconto relativo contenuto nell'Ættartolur ('Genealogie') allegato al Hversu Noregr byggdist, il nome Skelfir appare al posto di Yngvi nella lista dei figli di Halfdan.

La sezione relativa alla Saga degli Ynglingar nella Heimskringla di Snorri Sturluson introduce un secondo Yngvi, figlio di Alrekr discendente di Yngvi-Frey e che condivide col fratello Álf il trono di Svezia.